# Mołdyty
Mołdyty [mɔu̯ˈdɨtɨ] (tiếng Đức: Molditten) là một ngôi làng thuộc khu hành chính của Gmina Bisztynek, thuộc hạt Bartoszycki, Warmińsko-Mazurskie, ở miền bắc Ba Lan.